# Palu (Indonésia)

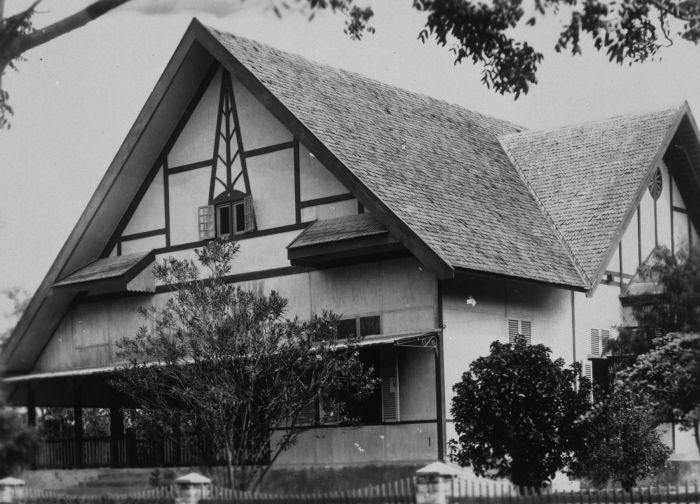
A residência do controlador neerlandês em Palu. Década de 1930.

Palu (em indonésio:  Kota Palu) é uma cidade da Indonésia, situada na ilha de Celebes, distante cerca de 1.650 km a nordeste de Jacarta, a capital do país. A cidade localiza-se na foz do rio Palu. Palu é a capital da província de Celebes Central. Sua população é de aproximadamente 282.500 (est. 2005).
Em 2018, a cidade foi destruída por um tsunami formado próximo a cidade.